# Konrad Henlein

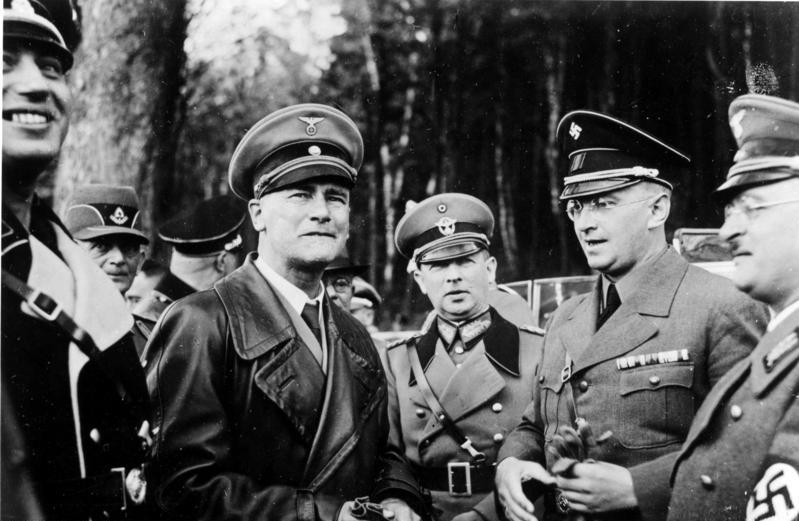
Konrad Henlein (andre från höger) i samband med riksinrikesminister Wilhelm Fricks besök i Sudetenland den 23 september 1938. Övriga personer är Wilhelm Stuckart, Adolf von Bomhard och Hans Krebs.

Konrad Ernst Eduard Henlein, född 6 maj 1898 i Maffersdorf, Österrike-Ungern, död 10 maj 1945 i Pilsen, var en sudettysk nazistisk politiker. Han uppnådde graden SS-Obergruppenführer år 1943.

## Biografi
Konrad Henlein var född i Böhmen och deltog i första världskriget som menig och officer i Österrike-Ungerns armé vid striderna på den italienska fronten, blev krigsfånge hos italienarna och återvände 1919 till sina hemtrakter som då tillhörde Tjeckoslovakien. Här blev han gymnastiklärare i Aš och arbetade för bildandet av gymnastikföreningar bland sudettyskar. Vid denna tid var Henlein en av Othmar Spann påverkad stortysk nationalist. Men han hade kontakter bland nationalsocialister i Tyskland, och utifrån påverkan från dessa bilade han den 1 oktober 1933 grundade Henlein Sudetendeutsche Heimatfront (SHF) vars huvudsakliga syfte var att verka för att den tysktalande delen av Tjeckoslovakien skulle inlemmas i Tredje riket. År 1935 ombildades SHF till Sudetendeutsche Partei (SdP), som 1938 hade 1,3 miljoner anhängare och fick vid riksdagsvalet 1935 ungefär 60–70 procent av rösterna bland sudettyskarna. 
Efter Anschluss i mars 1938 anslöt sig samtliga sudettyska partier utom det socialdemokratiska till Sudetendeutsche Partei. Henlein hade efter instruktioner från nationalsocialisterna i Tyskland från början fört en tämligen moderat politik, men efter ett möte med Joachim von Ribbentrop den 23 maj 1938 ändrade han kursen för partiet i en mer radikal riktning. Det partiprogram som lades fram den 24 april 1938 var en blandning av element ur den gamla österrikiska författningen och nazistiska stortyska element. Det är oklart hur mycket som dikterats från Tyskland och hur mycket som var Henleins egna tankar, men helt klart var han tillräckligt tysknationellt sinnad för att vara beredd att offra sina egna tankar för att uppnå en anslutning till Tyskland. I maj 1938 besökte Henlein Storbritannien och framlade bland annat för Winston Churchill mer moderata tankegångar. Under den därefter följande majkrisen, under förhandlingarna med Walter Runciman, samt septemberkrisens slutskede, då Henlein flydde till Tyskland, följde han helt Adolf Hitlers order i sitt agerande. Henleins ställföreträdare, Karl Hermann Frank, torde ha betytt mer för utvecklingen än Henlein, och medan Frank efter Münchenöverenskommelsen först blev Gauleiter i Gau Sudetenland och senare fick stor makt inom protektoratet Böhmen-Mähren, blev Henlein den 1 oktober 1938 tysk rikskommissarie i Sudetenland, från den 1 maj 1939 med titeln riksståthållare i Sudetengau och kvarstod på posten till andra världskrigets slut. I ett tal i Reichenbergs radio den 5 maj 1945 manade han sudettyskarna till lugn, troligen som den siste nazistledaren som talade i radio. Han greps en tid därefter av amerikanarna, men han begick kort därefter självmord. Han begravdes i en anonym grav i Plzeň.
Henlein inträdde i SS med graden Gruppenführer. Uttrycket Heim ins Reich! tillskrivs Henlein.

## Utmärkelser
- Såradmärket i svart (FVK)
- Landesorden
- Krigsförtjänstkorset av första klassen utan svärd
- Krigsförtjänstkorset av andra klassen utan svärd
- NSDAP:s partitecken i guld
- Gau Sudetenlands minnestecken
- SS Hederssvärd
- SS-Ehrenring (Totenkopfring)